# Aphistina partita
Aphistina partita är en tvåvingeart som först beskrevs av Walker 1856.  Aphistina partita ingår i släktet Aphistina och familjen rovflugor. Inga underarter finns listade i Catalogue of Life.